# Пеньковский, Артём Александрович
Артём Алекса́ндрович Пенько́вский (20 февраля 1995, Челябинск) — российский хоккеист, нападающий.

## Карьера
Воспитанник хоккейной школы «Трактора». В сезоне 2012/13 дебютировал за «Белых Медведей» в МХЛ. В следующем сезоне провёл 6 матчей за «Челмет». В КХЛ впервые сыграл 4 сентября 2014 года в матче против «Нефтехимика».